# Pop Pixie
A Pop Pixie olasz 2D-s számítógépes animációs sorozat, amelyet Iginio Straffi alkotott és rendezett. Olaszországban 2011. január 10-től 2011. március 22-ig a Rai 2 vetítette, Magyarországon 2012. július 9-től a Nickelodeon sugározta. A sorozat a Winx Club spin-off-ja.

## Ismertető
A Pixie-k Pixieville városában élnek és varázslatos erővel rendelkeznek. Gaztevő manók akarják felfedezni, ami a Pixiek-nek adja a varázslatos erőt. Az Élet Fája biztosítja a varázslatos erejük növekedését.

## Szereplők
| Szereplők | Eredeti hang       | Magyar hang      |
| --------- | ------------------ | ---------------- |
| Lockette  | Laura Lenghi       | Vadász Bea       |
| Chatta    | Perla Liberatori   | Solecki Janka    |
| Amore     | Jolanda Granato    | Mezei Kitty      |
| Caramel   | Laura Amadei       | Molnár Ilona     |
| Martino   | Renato Novara      | Seszták Szabolcs |
| Fixit     | Davide Garbolino   | Szalay Csongor   |
| Cherie    | Ilaria Latini      | Agócs Judit      |
| Pam       | Cinzia Massironi   | Kelemen Kata     |
| Tune      | Eva Padoan         | Csuha Bori       |
| Grind     | Mimmo Strati       | Bácskai János    |
| Augustus  | Vladimiro Conti    | Beratin Gábor    |
| Rollo     | Pierluigi Astore   | Koroknay Géza    |
| Rex       | Daniele Raffaeli   | Előd Botond      |
| Lenny     | Alessio Nissolino  | Előd Álmos       |
| Yucca     | Eleonora Reti      | Pupos Tímea      |
| Maxine    | Emanuela Pacotto   | Czető Zsanett    |
| Floxy     | Gabriele Patriarca | Berkes Bence     |
| Otis      | N/A                | Czető Roland     |
| Bagoly    | N/A                | Bartucz Attila   |
| Guzman    | N/A                | Szvetlov Balázs  |
| Tina      | N/A                | Sallai Nóra      |
| Fafi      | N/A                | Vári Attila      |

További magyar hangok: Dögei Éva, Markovics Tamás, Pálmai Szabolcs

## Magyar változat
A szinkront az SDI Media Hungary készítette.
Magyar szöveg: Berzsenyi Márta, Császár Bíró Szabolcs
Zenei rendező: Császár Bíró Szabolcs
Szinkronrendező: Tolnay Zoltán
Bemondó: Csupics Mária

## Epizódok
| Évad | Évad | Epizódok | Eredeti sugárzás | Eredeti sugárzás  | Magyar sugárzás | Magyar sugárzás |
| Évad | Évad | Epizódok | Évadpremier      | Évadfinálé        | Évadpremier     | Évadfinálé      |
| ---- | ---- | -------- | ---------------- | ----------------- | --------------- | --------------- |
|      | 1.   | 52       | 2011. január 10. | 2011. március 22. | 2012. július 9. | N/A             |

### 1. évad
| #   | Eredeti cím                                | Angol cím                               | Magyar cím                      | Eredeti premier   | Magyar premier      | Gyártási kód |
| --- | ------------------------------------------ | --------------------------------------- | ------------------------------- | ----------------- | ------------------- | ------------ |
| 1.  | L'invasione verde                          | Green Attack                            | Zöld invázió                    | 2011. január 10.  | 2012. július 9.     | 101          |
| 2.  | Un pesce fuor d'acqua                      | A Pixie Fish                            | A Pixie hal                     | 2011. január 11.  | 2012. július 9.     | 102          |
| 3.  | Cherie, una Pixie tempestosa               | Crazy Weather                           | Bolond időjárás                 | 2011. január 12.  | 2012. július 11.    | 103          |
| 4.  | Il segreto di Lockette                     | Lockette's Secret                       | Lockette titka                  | 2011. január 13.  | 2012. július 12.    | 104          |
| 5.  | Le pixiemonete volanti                     | Flying Money                            | Repülő pénz                     | 2011. január 14.  | 2012. július 13.    | 105          |
| 6.  | L'albero dei gelati di Caramel             | Caramel's Ice Cream Tree                | Caramel jégkrém fája            | 2011. január 17.  | 2012. július 16.    | 106          |
| 7.  | L'incantesimo dello specchio               | The Mirror Spell                        | A tükörvarázs                   | 2011. január 18.  | 2012. július 17.    | 107          |
| 8.  | L'intervista del secolo                    | The Big Interview                       | A nagy interjú                  | 2011. január 19.  | 2012. július 18.    | 108          |
| 9.  | Un robot per Chatta                        | A Robot for Chatta                      | Robot Chatta-nak                | 2011. január 20.  | 2012. július 19.    | 109          |
| 10. | Il mistero della MagicPop perduta          | The Mystery of Lost MagicPop            | Az önveszett varázslat rejtélye | 2011. január 21.  | 2012. július 20.    | 110          |
| 11. | Camp Pixie                                 | Let's Go Camp Pixie                     | Pixik megyünk táborozni         | 2011. január 24.  | 2012. július 23.    | 111          |
| 12. | Salviamo le scimmie svitate                | Save The Bumble Monkeys                 | Mentsük meg a bőgőmajmokat      | 2011. január 25.  | 2012. július 24.    | 112          |
| 13. | Il mio miglior amico                       | My Best Friend                          | A legjobb barátom               | 2011. január 26.  | 2012. július 25.    | 113          |
| 14. | La pozione speciale di Amore               | Amore's Love Potion                     | Amore szerelmi bájitala         | 2011. január 27.  | 2012. július 26.    | 114          |
| 15. | Il ladro di giocattoli                     | Super Toy                               | Szuper játék                    | 2011. január 28.  | 2012. július 27.    | 115          |
| 16. | I PopPixie tecnomagici                     | Techno MagicPop                         | Techno varázslat                | 2011. január 31.  | 2012. július 30.    | 116          |
| 17. | Un Elfo a scuola                           | An Elf In School                        | Manó az iskolában               | 2011. február 1.  | 2012. július 31.    | 117          |
| 18. | Gnomi impazziti                            | Gnomes Gone Mad                         | A manók megőrülnek              | 2011. február 2.  | 2012. augusztus 1.  | 118          |
| 19. | Un bisticcio tra Elfi                      | Lenny & Yucca At War                    | Lenny és Yucca szép párbaja     | 2011. február 3.  | 2012. augusztus 2.  | 119          |
| 20. | Un'epidemia a Pixieville                   | The Silent Curse                        | A csend átka                    | 2011. február 4.  | 2012. augusztus 3.  | 120          |
| 21. | Gli eroi dello scuolabus                   | The Schoolbus Heroes                    | Az iskolabusz hősei             | 2011. február 7.  | 2012. augusztus 6.  | 121          |
| 22. | Sono anch'io una PopPixie!                 | I'm A PopPixie Too!                     | Én is Pop Pixie vagyok!         | 2011. február 8.  | 2012. augusztus 7.  | 122          |
| 23. | Sei licenziato!                            | You're Fired!                           | Ki vagy rám                     | 2011. február 9.  | 2012. augusztus 8.  | 123          |
| 24. | Capelli selvaggi                           | Bad Hair Day                            | Frizura mizéria                 | 2011. február 10. | 2012. augusztus 9.  | 124          |
| 25. | Il talento di Martino                      | Martino's Special Talent                | Martino különös tehetsége       | 2011. február 11. | 2012. augusztus 10. | 125          |
| 26. | L'attacco dei ragni giganti                | Giant Spiders Invasion                  | Nagy pókok inváziója            | 2011. február 14. | 2012. augusztus 13. | 126          |
| 27. | La corsa all'oro degli Gnomi               | The Gnomes' Golden Rush                 | N/A                             | 2011. február 15. | N/A                 | 127          |
| 28. | Il party perfetto                          | The Perfect Party                       | N/A                             | 2011. február 16. | N/A                 | 128          |
| 29. | Un cucciolo divertente                     | A Funny Pet                             | N/A                             | 2011. február 17. | N/A                 | 129          |
| 30. | Il gran premio di Pixieville               | The Pixieville Grand Prix               | N/A                             | 2011. február 18. | N/A                 | 130          |
| 31. | Un talent show esplosivo                   | A Stormy Talent Show                    | N/A                             | 2011. február 21. | N/A                 | 131          |
| 32. | Lo spettacolo scoppiettante di Jolly       | Jolly's Crackling Exhibition            | N/A                             | 2011. február 22. | N/A                 | 132          |
| 33. | Amore e i draghi litigiosi                 | Amore and the Quarreling Dragons        | N/A                             | 2011. február 23. | N/A                 | 133          |
| 34. | Un ammiratore per Chatta                   | Chatta's Biggest Fan                    | N/A                             | 2011. február 24. | N/A                 | 134          |
| 35. | L'ultimo Gnomo                             | The Last Gnome                          | N/A                             | 2011. február 25. | N/A                 | 135          |
| 36. | L'assalto sotterraneo degli Elfi           | The Elves' Underground Assault          | N/A                             | 2011. február 28. | N/A                 | 136          |
| 37. | MagicPop in pericolo                       | MagicPops In Danger                     | N/A                             | 2011. március 1.  | N/A                 | 137          |
| 38. | Una giornata elettrizzante                 | An Electrifying Day                     | N/A                             | 2011. március 2.  | N/A                 | 138          |
| 39. | Tre desideri straordinari                  | Three Amazing Wishes                    | N/A                             | 2011. március 3.  | N/A                 | 139          |
| 40. | I Pixie lillipuziani                       | The Lilluputian Pixies                  | N/A                             | 2011. március 4.  | N/A                 | 140          |
| 41. | Il rivale chiacchierone di Chatta          | The Rival of Chattabox Chat             | N/A                             | 2011. március 7.  | N/A                 | 141          |
| 42. | Più in fretta, Pam!                        | Faster, Pam                             | N/A                             | 2011. március 8.  | N/A                 | 142          |
| 43. | La coccinella della sfortuna               | The Bad Luck Lady Bug                   | N/A                             | 2011. március 9.  | N/A                 | 143          |
| 44. | Un brutto raffreddore per Fixit e Martino! | Fixit and Martino's Bad Cold!           | N/A                             | 2011. március 10. | N/A                 | 144          |
| 45. | Le tortine zuccherose di Caramel           | Caramel's Sugar Cupcakes                | N/A                             | 2011. március 11. | N/A                 | 145          |
| 46. | Vita da Cherie                             | Living Like Cherie                      | N/A                             | 2011. március 14. | N/A                 | 146          |
| 47. | La sfida tra Caramel e Martino             | A Competition between Caramel & Martino | N/A                             | 2011. március 15. | N/A                 | 147          |
| 48. | Sirene, le migliori amiche dei PopPixie    | Mermaids, Pop Pixies' Best Friends!     | N/A                             | 2011. március 16. | N/A                 | 148          |
| 49. | Un tesoro ai piedi dell'arcobaleno         | A Treasure Under The Rainbow            | N/A                             | 2011. március 17. | N/A                 | 149          |
| 50. | La pozione delle Sirene                    | The Mermaids' Potion                    | N/A                             | 2011. március 18. | N/A                 | 150          |
| 51. | La minaccia di Rex a Pixieville!           | Rex's Threat on Pixieville              | N/A                             | 2011. március 21. | N/A                 | 151          |
| 52. | Salviamo l'Albero della Vita!              | Saving the Tree of Life                 | N/A                             | 2011. március 22. | N/A                 | 152          |